# テイズウェル郡 (バージニア州)
テイズウェル郡（英: Tazewell County）は、アメリカ合衆国バージニア州の南西部に位置する郡である。2010年国勢調査での人口は45,078人であり、2000年の44,598人から1.1%増加した。郡庁所在地はテイズウェル町（人口4,627人）であり、同郡で人口最大の町はリッチランズ町（人口5,823人）である。
テイズウェル郡はウェストバージニア州に跨るブルーフィールド小都市圏に属しており、都市圏人口は107,342人である。

## 歴史
テイズウェル郡となった地域にアメリカ人開拓者が到着する以前、ここはインディアンの狩猟場だった。アメリカ合衆国東部では稀なことだが、ペイントリック山の頂上近くにはペトログリフ（岩石線画）がある。
1771年、トマス・ウィッテンとジョン・ウィッテンがクラブオーチャードでテイズウェル郡初の恒久的開拓地を設立した。
テイズウェル郡は1799年12月20日に設立された。郡域はワイス郡とラッセル郡から取られた。郡名はバージニア州選出アメリカ合衆国上院議員の他、州会議員や判事を務めたヘンリー・テイズウェルに因んで名付けられた。議会ではリトルトン・ウォラー・テイズウェル議員が新郡設立に反対したが、議案を書いたサイモン・コットレルが最初に提案していた郡名を変更し、数か月前に死亡していたテイズウェル議員の父に因んだ名前とすることを提案したので、新郡設立議案が通過した。
後にジェファーソンビルの町もテイズウェルと改名され、郡庁所在地になった。
パラマウント映画の1994年の映画『ラッシー』はテイズウェル郡で撮影された。

## 地理
テイズウェル郡にはリッジ・アンド・バレー・アパラチアンとカンバーランド高原の一部が入っているので、郡内でも地質的特徴のある地域がある。最も特徴があるのはバークス・ガーデンであり、二重の崖になった背斜の侵食で形成されたボウル型の谷である。クリンチ川上流、ニュー川中流、ホルストン川北支流、タグ川の4つの流域がある。
アメリカ合衆国国勢調査局に拠れば、郡域全面積は520平方マイル (1,347 km2)であり、このうち陸地520平方マイル (1,346 km2)、水域は0平方マイル (0 km2)で水域率は0.03%である。

### 主要高規格道路
- アメリカ国道19号線
- アメリカ国道460号線
- バージニア州道16号線
- バージニア州道61号線
- バージニア州道67号線
- バージニア州道91号線
- バージニア州道102号線

## 隣接する郡
- マクドウェル郡 (ウェストバージニア州) - 北、西
- マーサー郡 (ウェストバージニア州) - 北東
- ブキャナン郡 - 北西
- ラッセル郡 - 西
- スミス郡 - 南
- ブランド郡 - 東

### 国立保護地域
- ジェファーソン国立の森（部分）

## 人口動態
以下は2000年国勢調査による人口統計データである。
| 基礎データ - 人口: 44,598人 - 世帯数: 18,277 世帯 - 家族数: 13,232 家族 - 人口密度: 33人/km2（86人/mi2） - 住居数: 20,390軒 - 住居密度: 15軒/km2（39軒/mi2） 人種別人口構成 - 白人: 96.16% - アフリカン・アメリカン: 2.29% - ネイティブ・アメリカン: 0.17% - アジア人: 0.61% - その他の人種: 0.16% - 混血: 0.62% - ヒスパニック・ラテン系: 0.51% 年齢別人口構成 - 18歳未満: 21.4% - 18-24歳: 8.4% - 25-44歳: 27.2% - 45-64歳: 27.5% - 65歳以上: 15.5% - 年齢の中央値: 41歳 - 性比（女性100人あたり男性の人口） - 総人口: 92.0 - 18歳以上: 88.7 | 世帯と家族（対世帯数） - 18歳未満の子供がいる: 28.7% - 結婚・同居している夫婦: 58.2% - 未婚・離婚・死別女性が世帯主: 10.8% - 非家族世帯: 27.6% - 単身世帯: 25.2% - 65歳以上の老人1人暮らし: 11.9% - 平均構成人数 - 世帯: 2.40人 - 家族: 2.85人 収入と家計 - 収入の中央値 - 世帯: 27,304米ドル - 家族: 33,732米ドル - 性別 - 男性: 28,780米ドル - 女性: 19,648米ドル - 人口1人あたり収入: 15,282米ドル - 貧困線以下 - 対人口: 15.3% - 対家族数: 11.7% - 18歳未満: 20.3% - 65歳以上: 13.9% |

## 町
- リッチランズ
- テイズウェル - 郡庁所在地
- ブルーフィールド
- シーダーブラフ
- ポカホンタス

### 未編入の町
| - アッブスバレー - バストヘッド - ビショップ - ボイスベイン - バークスガーデン - クレイプールヒル - フォールズミルズ | - フロッグレベル - ヒドンバレー - ジュウェルリッジ - リバティ - ノーステイズウェル - ペイントリック - ピスガー | - パウンディングミル - レイブン - スプリングビル - タナーズビル - ティップトップ - トンプソンバレー - ウォーデル |

## 教育

### 高等教育機関
- ブルーフィールド・カレッジ、ブルーフィールド
- サウスウェスト・バージニア・コミュニティカレッジ、リッチランズ近くラッセル郡

### 公立高校
テイズウェル郡の公立学校は全てテイズウェル郡公立教育学区が運営している。
- グラハム高校、ブルーフィールド
- リッチランズ高校、リッチランズ
- テイズウェル高校、テイズウェル

## プロスポーツ
- マイナーリーグ野球チームであるブルーフィールド・ブルージェイズがブルーフィールドを本拠地にしている